# Rai Movie
Rai Movie, az olasz közszolgálati médium, a Rai tematikus mozicsatornája, amely 1999 óta sugároz.

## Története

### Kezdetek
A csatornát RaiSat Cinema néven a RaiSat S.p.A hozta létre, ami a Rai kábeltelevízióval foglalkozó vállalata, ami eleinte Pay-tv szolgáltatással volt csak elérhető. A csatorna 2002 óta a Velencei Nemzetközi Filmfesztivál hivatalos csatornája. 2003-ban a csatorna nevet váltott, mert a Sky Italia Sky Cinema nevű tematikus csatornáját hozta létre, emiatt RaiSat Cinema World néven működött tovább.
A csatorna ekkoriban főleg külföldi filmeket, televíziós premiereket, legjobb olasz és külföldi filmeket vetítette. A késő esti műsorsávban provokatívabb témájú filmeket vetítettek, amiket a mozikból kitiltottak.
2006. november 1-től a csatorna RaiSat Cinema nevet kapta és műsorkínálata nagyrészt olasz filmek és filmvilágbeli események közvetítéséből állt.

### Digitális sugárzás
2009. júliusában a csatorna áttért a digitális földi sugárzásra a Tivúsat kábelszolgáltató csomagjába került és a Rai Play streaming szolgáltatás részévé vált.
2010. április 27-én a csatorna a Rai Premium üzletág alá került a Rai 4 csatornával együtt. 2010. május 18-án a csatorna a Rai Movie nevet kapta és a logója a Rai többi csatornájához hasonlóan téglalap alakú lett.
2016. május 26-tól a Tivúsat szolgáltatónál a csatorna HD felbontásban sugároz.

## Logók

2003. július 31 – 2006. október 31.
2006. november 1. – 2010. május 17.
2010. május 18. – 2017. április 9.
2017. április 10. óta
2017. április 10. óta

## Nézettségi adatok
A nézettségi adatok a 4 éven felüli lakosság nézettségét mutatja.
|      | Január | Február | Március | Április | Május | Június | Július | Augusztus | Szeptember | Október | November | December | Éves átlag |
| ---- | ------ | ------- | ------- | ------- | ----- | ------ | ------ | --------- | ---------- | ------- | -------- | -------- | ---------- |
| 2010 | 0,33%  | 0,27%   | 0,16%   | 0,27%   | 0,25% | 0,28%  | 0,31%  | 0,32%     | 0,25%      | 0,22%   | 0,22%    | 0,60%    | 0,30%      |
| 2011 | 0,63%  | 0,49%   | 0,51%   | 0,52%   | 0,53% | 0,62%  | 0,62%  | 0,64%     | 0,55%      | 0,48%   | 0,58%    | 0,79%    | 0,55%      |
| 2012 | 0,75%  | 0,74%   | 0,75%   | 0,73%   | 0,80% | 0,92%  | 1,19%  | 1,11%     | 0,99%      | 1,05%   | 0,97%    | 1,03%    | 0,91%      |
| 2013 | 0,97%  | 0,82%   | 0,83%   | 0,94%   | 0,97% | 1,03%  | 0,99%  | 0,97%     | 0,92%      | 0,94%   | 0,95%    | 1,11%    | 0,95%      |
| 2014 | 1,09%  | 0,94%   | 0,93%   | 0,94%   | 0,94% | 0,98%  | 1,18%  | 1,20%     | 0,98%      | 1,02%   | 1,03%    | 1,17%    | 1,03%      |
| 2015 | 1,16%  | 1,03%   | 1,00%   | 1,08%   | 1,02% | 1,06%  | 1,08%  | 1,21%     | 1,03%      | 1,12%   | 1,12%    | 1,17%    | 1,09%      |
| 2016 | 1,18%  | 1,12%   | 1,02%   | 0,95%   | 1,00% | 1,10%  | 1,14%  | 1,15%     | 1,12%      | 1,03%   | 1,06%    | 1,09%    | 1,08%      |
| 2017 | 1,15%  | 1,06%   | 1,04%   | 1,12%   | 1,08% | 1,24%  |        |           |            |         |          |          |            |